# Чемпіонат Польщі з футболу 1921
Перший чемпіонат Польщі з футболу проводили серед переможців регіональних турнірів. У змаганні брали участь п'ять команд. Чемпіоном Польщі 1921 року став краківський клуб «Краковія». Найкращим бомбардиром турніру став гравець команди-чемпіона — нападник Юзеф Калужа, який відзначився 9-ма забитими м'ячами у ворота суперників.

## Підсумкова таблиця
| М  | Команда             | І | О  | В | Н | П | М+ | М- |
| -- | ------------------- | - | -- | - | - | - | -- | -- |
| 1. | «Краковія» (Краків) | 8 | 15 | 7 | 1 | 0 | 31 | 7  |
| 2. | «Полонія» (Варшава) | 8 | 10 | 5 | 0 | 3 | 13 | 9  |
| 3. | «Варта» (Познань)   | 8 | 8  | 3 | 2 | 3 | 14 | 24 |
| 4. | «Погонь» (Львів)    | 8 | 6  | 3 | 0 | 5 | 19 | 13 |
| 5. | ЛКС (Лодзь)         | 8 | 1  | 0 | 1 | 7 | 7  | 31 |

## Найкращі бомбардири
- Юзеф Калужа («Краковія») — 9
- Вацлав Кухар («Погонь») — 8
- Болеслав Котапка («Краковія»), Маріан Ейнбахер (ЛКС) — 7

## Склад чемпіона
«Краковія»: воротарі — Стефан Попель, Евгеніуш Лятач, Густав Рогальський; польові гравці — Зигмунд Хрусьцинський, Станіслав Циковський, Тадеуш Домбровський, Стефан Фриц, Людвік Гінтель, Юзеф Калужа, Болеслав Котапка, Адам Когут, Генрік Лімановський, Станіслав Мелех, Густав Новак, Леон Сперлінг, Здзислав Стичень, Тадеуш Синовець. Тренер: Імре Пожоньї (Угорщина).